# Psilocerea monochroma
Psilocerea monochroma är en fjärilsart som beskrevs av Claude Herbulot 1959. Psilocerea monochroma ingår i släktet Psilocerea och familjen mätare. Inga underarter finns listade.